# Kolibabovce
Kolibabovce és un poble i municipi d'Eslovàquia. Es troba a la regió de Košice, a l'est del país.

## Història
La primera referència escrita de la vila data del 1567.

## Demografia
| Godina             | 1994 | 2004    | 2014   | 2024   |
| ------------------ | ---- | ------- | ------ | ------ |
| Nombre de persones | 165  | 189     | 193    | 199    |
| Diferència         |      | +14,54% | +2,11% | +3,10% |

| Godina             | 2023 | 2024   |
| ------------------ | ---- | ------ |
| Nombre de persones | 201  | 199    |
| Diferència         |      | −0,99% |